# Праје (Торино)
Праје је насеље у Италији у округу Торино, региону Пијемонт.
Према процени из 2011. у насељу је живело 78 становника. Насеље се налази на надморској висини од 562 м.